# Ulric Guttinguer
Pour les articles homonymes, voir Guttinguer.
Ulric Guttinguer, né le 31 janvier 1787 à Rouen et mort le 21 septembre 1866 à Paris, est un poète et romancier français.

## Biographie
Fils de Jean Ulric Guttinguer (1742-1825), directeur du Comptoir d'escompte de Rouen, président de la Chambre de Commerce en 1806 et membre du Conseil des Cinq-Cents, originaire de Suisse, sa famille le destinait assez naturellement au commerce. Préférant la littérature, il compose des fables. En 1811, un riche mariage avec une jeune héritière, Virginie Gueudry, lui apporte une fortune considérable, ce qui lui permet de s’éloigner progressivement du négoce pour se consacrer à la littérature.
En 1819, son épouse meurt, le laissant inconsolable, avec deux enfants sur les bras. Monté à Paris, il fréquente les milieux littéraires parisiens et assiste aux soirées de l’Arsenal de Charles Nodier, au cours desquelles s’élabore la doctrine du romantisme. Champion de ce mouvement à l’Académie de Rouen, dont il fut président de 1825 à 1829, et où il s’efforça sans relâche, mais non sans mal, de convertir ses concitoyens au romantisme, il lance la formule « être romantique en littérature, c'est chanter son pays, ses affections, ses mœurs et son Dieu ». 
Son rôle véritable sera de montrer et d’éclairer les voies : promoteur de la révolution romantique, il était, avec son compatriote Auguste Le Prévost, un des plus anciens amis littéraires de Victor Hugo, qui lui avait été présenté par Nodier, puis de Sainte-Beuve et d’Alfred de Musset. Il sera également l’ami d’Alexandre Dumas, Gustave Flaubert, Baudelaire, Théophile Gautier et Chopin. En 1824, il publie, dans la Muse française, revue romantique fondée l’année précédente, un poème annonciateur de ses mélanges poétiques.
Veuf, Guttinguer mène alors une vie de libertin, qui sera brutalement interrompue, en 1828, lorsque prise de remords, une femme mariée avec qui il entretient une liaison, se retire dans une pension religieuse de la rue Picpus. Dépressif, suicidaire, il voyage, sur les conseils de Sainte-Beuve, visitant la Suisse de ses ancêtres, la Provence et les Pyrénées. Ce périple est l’occasion d’une amorce mystique, lorsqu’un vieillard lui offre l'Imitation de Jésus-Christ. À son retour en France, en septembre 1829, il décide, à son tour, de se retirer du monde et se fait construire un chalet en forêt dans sa Normandie natale, à Saint-Gatien-des-Bois.
Vivant désormais dans la solitude de ce chalet de bois romantique, d’inspiration suisse, donnant sur la mer, il recevra de temps à autre ses amis. Il avait publié, avec l’approbation de Nodier, Nadir, histoire orientale en prose et en vers inspiré du Lalla Rookh de Thomas Moore. Paru en 1828, Amour et Opinion, peinture de la société sous l’Empire, était, selon Sainte-Beuve, une « élégie de fin d’empire, écrite par un ex-garde d’honneur où les personnages sont de beaux colonels et des généraux de vingt-neuf ans, de jeunes et belles comtesses de vingt-cinq ; où la scène se passe dans les châteaux et le long des parcs bordés d’arbres de Judée et de Sainte-Lucie ». Mais le chef-d'œuvre de Guttinguer est Arthur. Ses amis, Victor Hugo, Sainte-Beuve et Alfred de Musset, lui avaient conseillé de mettre en roman sa pénible aventure avec Rosalie, ce qu’il fit dans son chalet, dont la prose se ressent. Arthur est une chronique fine et intelligente des passions de tête et de cœur nées de l’oisiveté de la Restauration, des débats littéraires, des luttes autour du piano. L’homme du monde de la Restauration, des salons, le beau causeur, demi-héros y est étudié et parfois résumé d’un trait qui l’évoque et qui le fait vivre.

« Arthur est écrit comme on n’écrit plus depuis l’abbé Prévost, et osons le dire, depuis Laclos. L’auteur, qui ne se montre pas seulement ici un homme sentimental, comme il l’était dans ses élégies, mais qui sait le monde, qui a le ton de la raillerie, l’aperçu exquis des ridicules, des travers, des médisances, et tout ce bon gout rapide et chatouilleux que donne, hélas ! une corruption élégante, l’auteur, qui est auteur aussi peu que possible, écrit en prose comme on ferait dans des lettres charmantes à un ami. C’est court, net, vif, cursif, mêlé d’allusions promptes et frappantes, d’élans tendres et modérés. On sent une nature très délicate et très vite, dégoutée, qui a pris la fleur de mille choses et n’a pas appuyé. Il y a toutes sortes de grâces dignes du dix-septième siècle, de Bussy-Rabutin, moins bel-esprit et plus poète, et racontant à ses fils ses erreurs, son retour, avec repentance, avec gout ; il y a beaucoup du vicomte de Valmont, qui serait sincèrement devenu chrétien. (…) Arthur est le vrai, le seul roman de M. Guttinguer ».

— Sainte-Beuve.

## Distinctions
- Chevalier de la Légion d'honneur (1838)[5].

## Hommage
Ulric, nul œil des mers n’a mesuré l’abîme,
Ni les hérons plongeurs, ni les vieux matelots.
Le soleil vient briser ses rayons sur leur cime,
Comme un soldat vaincu brise ses javelots.
Ainsi, nul œil, Ulric, n’a pénétré les ondes
De tes douleurs sans borne, ange du ciel tombé !
Tu portes dans ta tête et dans ton cœur deux mondes,
Quand le soir près de moi, tu vas triste et courbé.
Mais laisse-moi du moins regarder dans ton âme,
Comme un enfant craintif se penche sur les eaux,
Toi si plein, front pâli sous des baisers de femme,
Moi, si jeune, enviant ta blessure et tes maux.
— Alfred de Musset, juillet 1829.

## Publications

### Œuvres littéraires
- Amour et Opinion : histoire contemporaine, Paris, Tenon, 1828 ; Genève, Slatkine Reprints, 1973.
- Arthur, Paris, Eugène Renduel, 1837.
- Charles Sept à Jumièges : Édith : ou, Le Champ d’Hastings, poèmes, suivis de poésies, Paris, Sautelet, 1827.
- Discours prononcé à la fête de St. Jean d’hiver, célébrée le 13e jour du 11e mois de l’an de la V.L. 5813, Rouen, s.l., 1813.
- Dithyrambe sur la mort de Lord Byron, Paris, Ladvocat, 1824.
- Du classique et du romantique : recueil de discours pour et contre, lus à l’Académie royale des sciences, belles-lettres et arts de Rouen pendant l’année 1824, Rouen, Nicétas Périaux, 1826 ; Genève, Slatkine Reprints, 1973.
- Fables et méditations, Paris, Joubert, 1837.
- Jumièges, Rouen, Nicétas Périaux, 1839.
- La Poésie romantique, Paris, Garnier frères 1930.
- Le Bal : poème moderne, suivi de poésies, Paris, s.n., 1824.
- Les Deux Âges du poète, Paris, Fontaine et Dauvin, 1846 ; Genève, Slatkine Reprints, 1973.
- Les Funérailles de Charles Nodier, Paris, s.n., 1844.
- Les Lilas de Courcelles : poésies, Saint-Germain, De Beau, 1842.
- Mélanges poétiques, Paris, A. Boulland et Cie, 1824.
- Mémoires d’un soldat au Tonkin, Paris, 1902.
- Nadir : lettres orientales, Paris, Ladvocat, 1822.

### Musique
- 12 Lieder, Paris, A. Durand ; London, Pitt & Hatzfield, 1900-1992.
- Cours mon aiguille dans la laine Les noces de Jeannette ; Air du rossignol : Les Noces de Jeannette, Paris, Idéal, 1900-1999.
- Embarquez-vous !, New York, G. Schirmer, 1886.
- Emma : tyrolienne, Paris, Schonenberger, 1831.
- L’angélus de la mer, [S.l.], Lumen, 1900.
- Le bonheur de se revoir : tyrolienne, Paris, J. Meissonnier, 1840.
- Les p’tites vertus ; vaudeville-opérette en trois actes, Paris, C. Joubert, 1920.
- L’hospitalité : romance à deux voix, Paris, Pacini, 1815.
- Marguerite : romance à deux voix, Paris, Gaveaux, 1820.
- Titin : opérette en 3 actes, Paris, Salabert, 1920.
- Visions d’Orient, Paris, Sam Fox, 1927.

Œuvres en ligne
- Dernier amour, vers inédits, Saint-Germain-en-Laye, De Beau, 1852.
- Jumièges, Rouen, Nicétas Périaux, 1839.
- Les Lilas de Courcelles, Saint-Germain, De Beau, 1842.
- Méditation sur le saint temps de carême, Saint-Germain-en-Laye, De Beau, 1838.
- Pallida mors : à monsieur Victor Hugo, Saint-Germain-en-Laye, De Beau, 1843.
- Arthur, Paris, Eugène Renduel, 1837.

## Sources
- Charles Asselineau, Théodore de Banville et Charles Baudelaire, Mélanges tirés d’une petite bibliothèque romantique, Ill. Célestin Nanteuil, Paris, R. Pincebourde, 1866, p. 71, 83-6.
- Alfred Barbou, Victor Hugo et son temps, Paris, Charpentier, 1881, p. 211.
- Henri Bremond, Le Roman et l’histoire d’une conversion. Ulric Guttinguer et Sainte-Beuve d’après des correspondances inédites, Paris, Plon-Nourrit, 1925.
- Ariane Charton, Alfred de Musset, Paris, Gallimard collection Folio biographie, 2010.
- Jacques-Germain Chaudes-Aigues, Les Écrivains modernes de la France, Paris, Ch. Gosselin, 1841.
- Léon Séché, Sainte-Beuve : documents inédits, 1848-1914, Paris, Société du Mercure de France, 1904.
- Léon Séché, Études d’histoire romantique : La jeunesse dorée sous Louis-Philippe : Alfred de Musset, de Musard à la reine Pomaré, la présidente ; portraits d’Alfred Tattet, Alfred de Musset, Arvers, M. et Mme. Guttinguer, la reine Pomaré, la présidente, Paris, Mercure de France, 1910.